# Championnat de Belgique de football de deuxième division 1909-1910
Navigation
saison suivante
Cette saison connaît le premier championnat de la Promotion (D2) en tant que Division Nationale de football en Belgique. Elle reçoit le nom de Promotion. Ce terme devient historique et typique du football belge.
Le premier "champion"  de Promotion est le Racing Club de Malines.
- Le nom des clubs est celui employé à l'époque

## Clubs participants
Onze clubs sont les fondateurs de ce 2e niveau national.
| #  | Nom                                | Mat. | Ville      | Terrain                           | En D2 depuis (série) | Total en D2 |
| -- | ---------------------------------- | ---- | ---------- | --------------------------------- | -------------------- | ----------- |
| 1  | Association sportive Anversoise    | N/A  | Borgerhout | ?                                 | 1909-1910 (1re)      | 1re         |
| 2  | Racing Club de Gand                | 11   | Gand       | Emmanuel Hielstadion              | 1909-1910 (1re)      | 1re         |
| 3  | Association Athlétique La Gantoise | 7    | Gand       | Mussenplein                       | 1909-1910 (1re)      | 1re         |
| 4  | Stade Louvaniste                   | 18   | Louvain    | ?                                 | 1909-1910 (1re)      | 1re         |
| 5  | Football Club Malinois             | 25   | Malines    | Achter de Kazerne                 | 1909-1910 (1re)      | 1re         |
| 6  | Racing Club de Malines             | 24   | Malines    | Oude Liersebaan                   | 1909-1910 (1re)      | 1re         |
| 7  | Sporting Club de Theux             | 14   | Theux      | ?                                 | 1909-1910 (1re)      | 1re         |
| 8  | Tilleur Football Club              | 21   | Tilleur    | à proximité de la gare de Tilleur | 1909-1910 (1re)      | 1re         |
| 9  | Union Sportive Tournaisienne       | 26   | Tournai    | Plaine des Manœuvres              | 1909-1910 (1re)      | 1re         |
| 10 | Uccle Sport                        | 15   | Uccle      | ?                                 | 1909-1910 (1re)      | 1re         |
| 11 | Club Sportif Verviétrois           | 8    | Verviers   | ?                                 | 1909-1910 (1re)      | 1re         |

### Localisations
| \| AS Anvers-Borgerhout FC Malinois RC Mechelen La Gantoise RC Gand Uccle Sp. St. Louvaniste Tilleur FC CS Verviétois SC Theux US Tournaisienne \| Localisation des clubs engagés en Promotion 1909-1910 |
| AS Anvers-Borgerhout FC Malinois RC Mechelen La Gantoise RC Gand Uccle Sp. St. Louvaniste Tilleur FC CS Verviétois SC Theux US Tournaisienne                                                             |

## Classement
- Le nom des clubs est celui employé à l'époque

Légende
- Champion et promu en Division d'Honneur la saison suivante
- Barrages de promotion
- Barrages de maintien
- Relégation vers les séries inférieures

Abréviations
 : Relégué de Division d'Honneur 1908-1909

 : Promus des séries inférieures depuis la saison précédente
- (F) = clubs fondateurs du 2e niveau national belge.

| Rang | Équipe               | Pts | J  | G  | N | P  | Bp | Bc | Diff |
| ---- | -------------------- | --- | -- | -- | - | -- | -- | -- | ---- |
| 1    | RC de MALINES (F)    | 35  | 20 | 16 | 3 | 1  | 88 | 24 | +64  |
| 2    | AA La Gantoise (F)   | 29  | 20 | 12 | 5 | 3  | 67 | 23 | +44  |
| 3    | CS Verviétois (F)    | 28  | 20 | 12 | 4 | 4  | 48 | 30 | +18  |
| 4    | Uccle Sport (F)      | 27  | 19 | 12 | 3 | 4  | 43 | 25 | +18  |
| 5    | Stade Louvaniste (F) | 23  | 20 | 10 | 3 | 7  | 49 | 33 | +16  |
| 6    | Tilleur FC (F)       | 21  | 19 | 10 | 1 | 8  | 55 | 42 | +13  |
| 7    | FC Malinois (F)      | 18  | 20 | 7  | 4 | 9  | 45 | 42 | +3   |
| 8    | US Tournaisienne (F) | 12  | 20 | 4  | 4 | 12 | 23 | 67 | -44  |
| 9    | RC de Gand           | 11  | 20 | 4  | 3 | 13 | 28 | 50 | -22  |
| 10   | SC Theux (F)         | 10  | 20 | 4  | 2 | 14 | 26 | 63 | -37  |
| 11   | AS Anversoise (F)    | 4   | 20 | 1  | 2 | 17 | 18 | 91 | -73  |

- Note: Le match "Uccle Sport-Tilleur FC" est programmé dès la première journée. Suspendue, alors que le score était de « 3-0 », la rencontre n'est jamais rejouée par la suite. Le classement ci-dessous n'ajoute pas les 2 points à Uccle Sport.

## Déroulement de la saison

### Résultats des rencontres
Avec onze clubs engagés, 110 matches sont au programme de la saison.
| Résultats (▼dom., ►ext.)                                   | ASA | LAG | RCG | LOU | FCM | RCM | THE | TIL | TOU | UCC | VER |
| AS Anvers-Borgerhout                                       |     | -   | -   | -   | -   | -   | -   | -   | -   | -   | -   |
| AA La Gantoise                                             | -   |     | -   | -   | -   | -   | -   | -   | -   | -   | -   |
| RC de Gand                                                 | -   | -   |     | -   | -   | -   | -   | -   | -   | -   | -   |
| Stade Louvaniste                                           | -   | -   | -   |     | -   | -   | -   | -   | -   | -   | -   |
| FC Malinois                                                | -   | -   | -   | -   |     | -   | -   | -   | -   | -   | -   |
| RC de Malines                                              | -   | -   | -   | -   | -   |     | -   | -   | -   | -   | -   |
| SC Theux                                                   | -   | -   | -   | -   | -   | -   |     | -   | -   | -   | -   |
| Tilleur FC                                                 | -   | -   | -   | -   | -   | -   | -   |     | -   | -   | -   |
| US Tournaisienne                                           | -   | -   | -   | -   | -   | -   | -   | -   |     | -   | -   |
| Uccle Sport                                                | -   | -   | -   | -   | -   | -   | -   | -   | -   |     | -   |
| CS Verviers                                                | -   | -   | -   | -   | -   | -   | -   | -   | -   | -   |     |
| - Victoire à domicile - Match nul - Victoire à l'extérieur |     |     |     |     |     |     |     |     |     |     |     |

## Récapitulatif de la saison
- Champion : RC Malines (1er titre en D2)
- Premier titre de "D2" pour la Province d'Anvers.

| Région flamande (5)             | Région flamande (5) | Province de Brabant (2)      | Province de Brabant (2) | Région wallonne (4)    | Région wallonne (4) |
| ------------------------------- | ------------------- | ---------------------------- | ----------------------- | ---------------------- | ------------------- |
| Province d'Anvers               | 3                   | Région de Bruxelles-Capitale | 1                       | Province de Hainaut    | 1                   |
| Province de Flandre-Occidentale | 0                   | Province du Brabant flamand  | 1                       | Province de Liège      | 3                   |
| Province de Flandre-Orientale   | 2                   | Province du Brabant wallon   | 0                       | Province de Luxembourg | 0                   |
| Province de Limbourg            | 0                   |                              |                         | Province de Namur      | 0                   |

1. ↑  Au niveau footballistique, la province de Brabant est toujours unitaire malgré sa partition territoriale en 1995.

## Montée / Relégation
Le Champion (RC Malines) est promu en Division d'Honneur.
La Fédération décrète qu'il n'y a pas de relégué à la fin de la saison, permettant aux clubs fondateurs de jouer au moins deux saisons à ce niveau.
Promu depuis les divisions inférieures: Antwerp Football Alliance est choisi pour intégrer la Promotion la saison suivante.

## Débuts en séries nationales et Débuts en "D2"
À l'exception du CS Verviétois et du RC de Gand, les neuf autres clubs disputent leur première saison au niveau national. Cela porte à 31 le nombre de clubs différents ayant évoluer au moins une saison en "nationale".
- RC de Malines, FC Malinois et AS Anvers-Borgerhout (3e, 4e et 5e clubs anversois) ;
- Stade Louvaniste et Uccle Sport (10e et 11e clubs brabançons) ;
- AA La Gantoise (3e club flandrien oriental) ;
- US Tournaisienne (1er club hennuyer) ;
- Tilleur FC et SC Theux (3e et 4e liégeois) - à égalité avec le Standard CL promu dans la plus haute division cette même saison. Cela porte le total de cercle liégeois en "nationale" à  5 clubs à moment-là.

## Divisions inférieures
À cette époque, les compétitions ne connaissent pas encore la même hiérarchie que celle qui est la leur de nos jours. C'est essentiellement après la Première Guerre mondiale que la pyramide va se constituer.
En 1909-1910, sous les deux séries nationales (Division d'Honneur et Promotion), se déroulent des championnats régionaux. Les clubs sont regroupés par zones géographiques. Celles-ci ne tiennent pas toujours compte du découpage administratif des provinces, eu égard au petit nombre de clubs que connaissent certaines régions. Au fil des saisons, une hiérarchie de "Divisions" s'installe dans les différentes régions.
Des test-matches (appelés aussi barrages) sont organisés entre les vainqueurs de zones. À la fin d'un parcours, se compliquant au fil des saisons, les gagnants montent en Promotion.
Au fil des années, la montée vers la Promotion est déterminée par ces test-matches. Toutefois, un "principe d'élection" reste en vigueur pendant plusieurs saisons. Un « système de licence » bien avant l'instauration des fameux sésames actuels en quelque sorte.
Selon les régions (et selon les sources que l'on retrouve les concernant), les appellations Division 2 ou Division 3 sont courantes. Cela vient du fait que certaines séries régionales conservèrent le nom (Division 2) qu'elles portent avant la création de la  Promotion. En effet, avant cela leur vainqueurs de ces séries prenaient part au tournoi de fin de saison (appelé « Division 2 »,)  par zones géographiques et alors que le tournoi final regroupant les vainqueurs de zone s'appelle « Division 1 ». Localement d'autres séries sont considérées comme « Division 3 » et en portent le nom.
Mais il est bon de savoir qu'à cette époque pour la Fédération belge, il n'y a donc que deux "divisions nationales".